# Comuna Lucavăț, Vijnița
Lucavăț (în ucraineană Луківці, transliterat: Lukivți) este o comună în raionul Vijnița, regiunea Cernăuți, Ucraina, formată din satele Lipoveni, Lukivți (reședința), Maidan, Vahnăuți și Volcineț.

## Demografie
Componența lingvistică a comunei Lucavăț
     Ucraineană (94,78%)
     Română (2,92%)
     Rusă (2,13%)
     Alte limbi (0,17%)
Conform recensământului din 2001, majoritatea populației comunei Lucavăț era vorbitoare de ucraineană (94,78%), existând în minoritate și vorbitori de română (2,92%) și rusă (2,13%).